# Huerzelerimys minor
Huerzelerimys minor is een fossiel knaagdier uit het geslacht Huerzelerimys dat gevonden is in afzettingen uit het Mioceen van Frankrijk en Spanje. Het is de meest primitieve soort van het geslacht, een directe afstammeling van Progonomys cathalai. Deze soort is kleiner dan zijn verwanten; daarnaast is de verbinding tussen de knobbels t6 en t9 vaker aanwezig en is de knobbel t12 op de eerste bovenkies beter ontwikkeld dan bij andere soorten. De soortaanduiding minor (Latijn voor 'kleiner') slaat op het feit dat H. minor de kleinste soort van het geslacht is.
Huerzelerimys minor · Huerzelerimys oreopitheci · Huerzelerimys turoliensis · Huerzelerimys vireti